# Penny Smith
Penny Smith (* 21. April 1995 in Geelong) ist eine australische Sportschützin.

## Erfolge
Penny Smith tritt bei internationalen Wettkämpfen im Trap an. Sie begann 2009 mit dem Sportschießen und gab beim Qatar Grand Prix 2013 ihr internationales Debüt. Bei Weltmeisterschaften gelang ihr 2017 in Moskau im Mixed mit Thomas Grice der Titelgewinn. Zwei Jahre darauf belegten die beiden in Lonato del Garda den dritten Platz. 2022 wurde Smith mit der Trapmannschaft bei den Weltmeisterschaften in Osijek Dritte, 2023 wurde sie mit der Mannschaft in Baku schließlich Vizeweltmeisterin.
Dazwischen gab Smith bei den 2021 ausgetragenen Olympischen Spielen 2020 in Tokio ihr Olympiadebüt. Dort trat sie in zwei Wettbewerben an. Im Einzel qualifizierte sie sich mit 120 Punkten für das Finale und beendete dieses auf dem sechsten Platz. Im Mixed erreichte sie mit Thomas Grice den sechsten Platz. Bei den Olympischen Spielen 2024 in Paris
war die Mixedkonkurrenz im Trap nicht länger Teil des Programms, sodass Smith lediglich im Einzel antrat. In der Qualifikation schaffte sie es im Stechen als Sechste und damit letzte Schützin ins Finale. Dort erreichte sie den vierten Durchgang und schied mit letztlich 32 Punkten als Drittplatzierte aus. Damit gewann sie hinter der siegreichen Guatemaltekin Adriana Ruano mit 45 Punkten und der mit 40 Punkten zweitplatzierten Silvana Stanco aus Italien die Bronzemedaille.
Smith ist Rettungsschwimmerin.